# 赵永琏
趙永璉 （1965年—），女性，中华人民共和国政治人物。

## 人物经历
1988年，趙永璉出任兰州市永登县民政局所工職。2002，趙永璉委任甘肃省兰州市永登县民政局低保办（社会救助办公室）主任。
2019年5月，趙永璉因涉嫌严重违纪违法，接受永登县纪委国家监委纪律审查和监察调查，其後在同年8月，被开除党籍、开除公职，违纪资金已追缴22.4万元人民幣，同年9月，检察机关对赵永琏涉嫌职务犯罪的问题依法提起公诉。
2019年11月，蘭州市永登縣人民法院公開審理趙永璉行賄案，判處她有期徒刑3年6個月，並处罚金10萬元人民幣，趙指在2010年至2018年期間，利用职务便利，在办理城乡居民低保五保、大病医疗救助、贫困户养殖扶持等资金申请过程中，以“好处费”、借款等为由，多次向他人索取资金52.59万元人民幣，經中紀委網站調整，合共非法收受他人钱款现金达55.06万元人民幣，其中14萬元人民幣用作賭博而輸掉，因此染上沉迷賭博惡習。
一些受害人對她的行為感到極為憤怒，而甘肃省永登县纪委监委工作人员则表示赵氏的行為“令人髮指”。。